# 沙海昂
沙海昂:45（1872年9月23日—1930年8月17日），字利农，原名安托万·约瑟夫·亨利·沙里尼翁（法語：Antoine Joseph Henri Charignon），法裔中国铁路工程师，毕业于巴黎中央理工学院，同时也是一名汉学家，因研究马可·波罗而闻名。沙海昂是法国亚洲学会和巴黎地理学会成员。
沙海昂到中国生活并加入中国籍后，以原名“沙里尼翁”（Charignon）的谐音取汉名“沙海昂”。因中国是人口众多的农业国，沙海昂给自己取字“利农”。沙海昂长期在中国生活，置办产业，自视为大兴人。

## 生平
从巴黎中央理工学院毕业后，沙里尼翁前往土耳其担任铁路工程师。光绪二十四年（1898年）前往中国，担任滇越铁路工程师，时年26岁。后又参加正太铁路、京汉铁路、陇海铁路的建设。宣统二年（1910年），加入中国籍，中华民国成立后任交通部顾问。第一次世界大战期间返回故乡法国参战，战后回到中国。沙海昂对中国历史地理有浓厚兴趣，晚年专心研究《马可波罗游记》，著有《马可波罗游记新注释》三册，1928年北京商务印书馆出版，因此书而名声大振。沙海昂与辅仁大学历史系教授张星烺友情颇深，张氏也曾翻译《马可波罗游记》。1930年8月17日，因脑溢血在北京法国医院逝世。
沙海昂也是一名藏书家，长期关注、收集外国人编写的关于中国的书籍，至逝世时有藏书2,400册，现存于中国社会科学院民族所图书馆。